# Kenneth Kaunda
Kenneth David Kaunda (n. 1924 – Lusaca, 17 de junho de 2021) foi o primeiro presidente da Zâmbia após a independência do país do Reino Unido. Governou entre 1964 e 1991.

## Vida
Kaunda é o caçula de oito filhos de um missionário e professor ordenado da Igreja da Escócia, um imigrante do Malaui. Ele estava na vanguarda da luta pela independência do domínio britânico. Insatisfeito com a liderança de Harry Nkumbula no Congresso Nacional Africano da Rodésia do Norte, ele se separou e fundou o Congresso Nacional Africano da Zâmbia, mais tarde se tornando o chefe do Partido da Independência Nacional Unida (UNIP). Ele foi o primeiro presidente da Zâmbia independente. Em 1973, após a violência tribal e interpartidária, todos os partidos políticos, exceto a UNIP, foram proibidos por meio de uma emenda à constituição após a assinatura da Declaração de Choma. Ao mesmo tempo, Kaunda supervisionou a aquisição de participações majoritárias em importantes empresas estrangeiras. A crise do petróleo de 1973 e uma queda nas receitas de exportação colocaram a Zâmbia em uma situação de crise econômica. A pressão internacional forçou Kaunda a mudar as regras que o mantinham no poder. As eleições multipartidárias ocorreram em 1991, nas quais Frederick Chiluba, o líder do Movimento para a Democracia Multipartidária, destituiu Kaunda.
Kaunda perdeu brevemente a cidadania zambiana em 1999, mas a decisão foi anulada no ano seguinte.
Kaunda morreu em 17 de junho de 2021, aos 97 anos de idade, no Maina Soko Military Hospital em Lusaca.